# Качкимбаев, Санкул
Санку́л Качкимба́ев (кирг. Санкул Качкымбаев; 1927 год, село Кызыл-Туу — 2002 год, село Беловодское, Московский район, Чуйская область) — мастер Беловодского кирпичного завода Министерства промышленности строительных материалов Киргизской ССР. Герой Социалистического Труда (1966).

## Биография
Родился в 1927 году в крестьянской семье в селе Кызыл-Туу.
С 1949 года трудился ветеринарным фельдшером на сельскохозяйственных предприятиях Московского района. Потом работал мастером, начальником смены на кирпичном заводе в селе Беловодское Чуйской области.
Досрочно выполнил производственные задания семилетки (1959—1965). Указом Президиума Верховного Совета СССР от 28 июля 1966 года удостоен звания Героя Социалистического Труда с вручением ордена Ленина и золотой медали «Серп и Молот».
После выхода на пенсию проживал в селе Беловодское, где скончался в 2002 году.